# Isodon dhankutanus
Isodon dhankutanus là một loài thực vật có hoa trong họ Hoa môi. Loài này được Murata mô tả khoa học đầu tiên năm 1966.